# Verenigde Senioren Partij
De Verenigde Senioren Partij (VSP) is een Nederlandse politieke partij, die werd opgericht op 23 december 2001. Het is een belangenpartij, voortgekomen uit een fusie van de Algemene Senioren Partij en de Ouderenunie.

## Achtergrond
De partij nam op 15 mei 2002 voor het eerst deel aan landelijke verkiezingen voor de Tweede Kamer. Oorspronkelijk zou Wim Bosboom de lijsttrekker van de VSP zijn bij deze verkiezingen. Hij overleed echter in november 2001 en zijn plaats werd ingenomen door Anneke Smit-Boerma (1945-2016). Onder haar leiding behaalde de partij 39.005 stemmen (0,4%), hetgeen niet genoeg was voor een zetel.
Na deze verkiezingen is de VSP nauwelijks meer in de publiciteit geweest. De partij nam ook geen deel aan de Tweede Kamerverkiezingen van 22 januari 2003, wel nam de partij in 16 kieskringen deel aan de Tweede Kamerverkiezingen van 22 november 2006. Daarbij behaalde de partij 12.522 stemmen (0,1%).

## Gemeenteraad
Bij de gemeenteraadsverkiezingen in 2010 haalde de partij in Amstelveen, Heerhugowaard, Maassluis, Nieuwegein, Nijmegen en Tilburg resp. 1, 2, 3, 2, 2 en 1 zetels. In 2016 werd Jan Zoetelief wethouder van VSP Nijmegen, nadat binnen de linkse coalitie een breuk was ontstaan, en de VSP zou toetreden tot de coalitie om de PvdA te vervangen. Van 2014-2018 was de VSP vertegenwoordigd in de gemeenteraad van de gemeente Apeldoorn met 1 zetel. In 2018 deden VSP en 50+ als één lijst mee met de verkiezingen. Eind november 2018 ontstond er onderling onenigheid en splitste de oud-voorzitter van de VSP (Hans Weevers) zich af. Hij ging verder onder de oude naam: Verenigde Senioren Partij.